# Bandella costalis
Bandella costalis är en tvåvingeart som beskrevs av Daniel J. Bickel 2002. Bandella costalis ingår i släktet Bandella och familjen dansflugor.
Artens utbredningsområde är Western Australia. Inga underarter finns listade i Catalogue of Life.